# Robert Browning
(Robert Browning)
Robert Browning (Camberwell, 7 maggio 1812 – Venezia, 12 dicembre 1889) è stato un poeta e drammaturgo inglese (marito della poetessa Elizabeth Barrett Browning), la cui grande abilità con i componimenti drammatici, soprattutto monologhi drammatici, lo ha reso uno dei più importanti poeti della letteratura vittoriana.

## Giovinezza

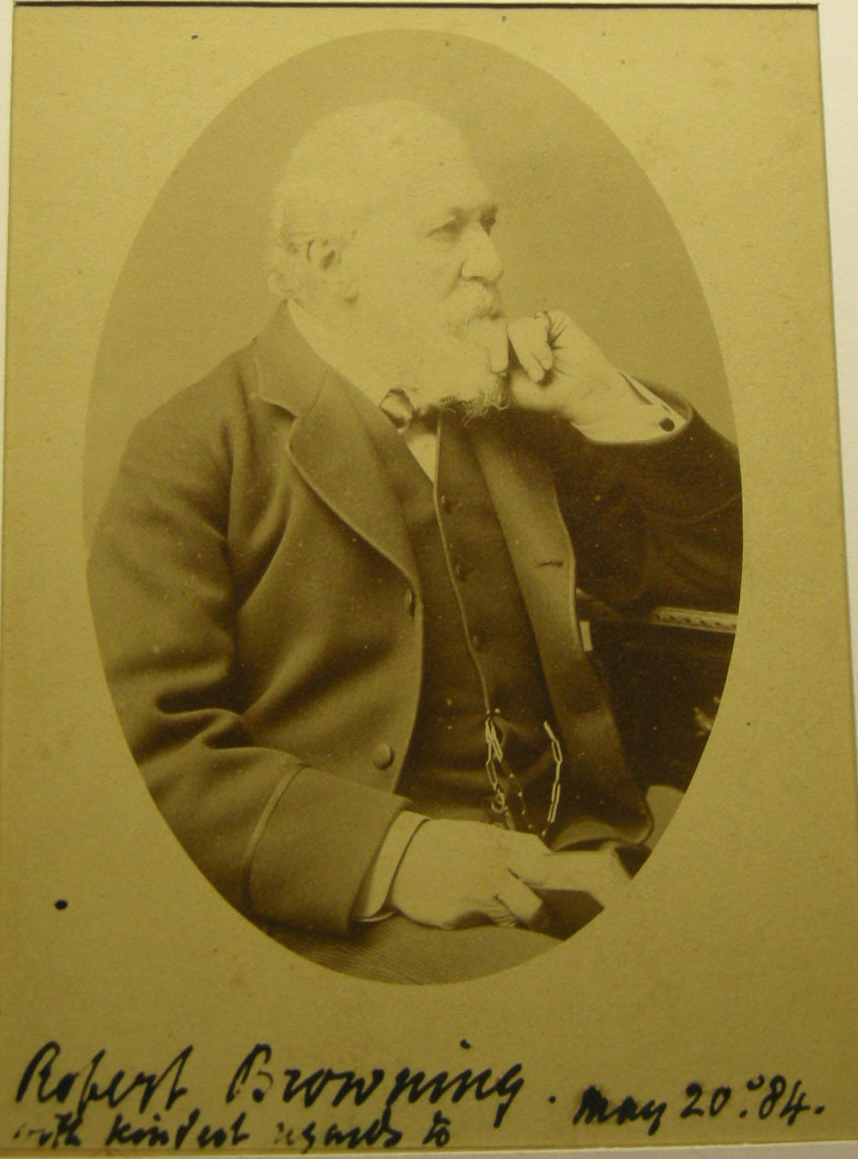
Robert Browning

Figlio primogenito di Robert e Sarah Wiedemann Browning, il padre era un uomo di grande intelligenza ed allo stesso modo di buon carattere. Impiegato ben retribuito della Banca di Inghilterra, il padre riuscì ad accumulare una biblioteca circa 6 000 libri, molti dei quali poco noti ed arcani. Di conseguenza Robert ebbe un'infanzia ricca di risorse letterarie. Sua madre, alla quale egli era profondamente affezionato, era una fervente anticonformista, figlia di un armatore tedesco che si era stanziato a Dundee, e fu allo stesso tempo intellettualmente e moralmente degna del suo affetto. L'unico membro ulteriore della famiglia era una sorella più giovane, altrettanto dotata di gran talento, che fu la comprensiva compagna dei suoi ultimi anni. Essi vissero con semplicità, ma suo padre spinse gli interessi di Robert nel campo letterario ed artistico.
Durante la sua infanzia si distinse per l'amore per la poesia e la storia naturale. All'età di dodici anni scrisse un libro di poesie che distrusse quando non trovò un editore. Dopo aver frequentato una o due scuole private, ed aver dimostrato un incredibile disprezzo nei confronti della vita scolastica, la sua istruzione fu affidata ad un precettore.
Egli apprese rapidamente e già all'età di quattordici anni sapeva parlare scorrevolmente il francese, greco, italiano, e il latino, insieme alla sua nativa lingua inglese. Divenne un grande ammiratore dei poeti romantici, soprattutto Shelley. Per imitare quest'ultimo, egli divenne in breve tempo ateo e vegetariano, ma durante gli ultimi anni della sua vita considerò questa come una fase passeggera. All'età di sedici anni, frequentò l'University College di Londra, ma la abbandonò dopo il primo anno. La grande fede evangelica della madre gli impedì di frequentare scuole in Oxford o Cambridge, che allora erano vietate a coloro che non erano membri della Chiesa di Inghilterra.
Attraverso la madre ereditò qualche talento musicale e compose arrangiamenti di alcune musiche. Sua nonna era inoltre creola, discendente dei coloni francesi della Louisiana. Thomas Chase scrisse su Browning che aveva la carnagione scura ed i capelli ricci.

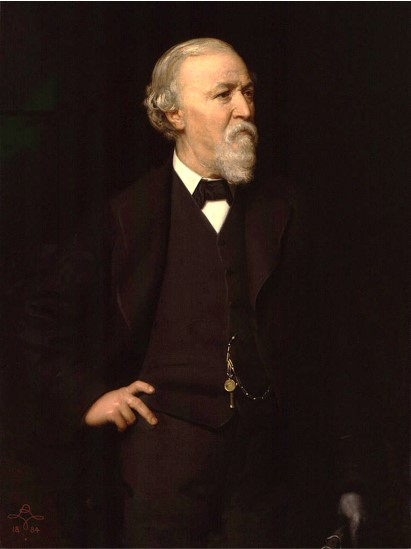

## La carriera giovanile
Nel maggio del 1833, l'opera Pauline: frammento di una confessione di Browning fu pubblicata anonimamente dall'editore Saunders and Otley. Per molti aspetti vana pubblicazione finanziata dalla sua famiglia, questa segnò l'inizio della sua carriera come poeta. Lungo poema confessionale, esso doveva essere per il suo giovane autore semplicemente uno di una serie di lavori prodotti da varie versioni di sé stesso (il poeta, il compositore, ecc.), tuttavia Browning abbandona questo grande progetto. Egli fu molto imbarazzato dal suo Pauline più tardi nella vita, tanto che nella prefazione dell'edizione del 1868 della sua raccolta di poesie, chiese perdono ai lettori che avrebbero letto quello che ai suoi occhi era effettivamente un pezzo di juvenilia, prima di intraprendere un'estesa revisione del poema per l'edizione del 1888.
Nel 1834 egli intraprese il suo primo viaggio in Italia, in cui successivamente passò una buona parte della sua vita.
Nel 1835 scrisse il lungo poema drammatico Paracelsus, essenzialmente una serie di monologhi pronunciati dallo svizzero fisico ed alchimista Paracelso e dai suoi amici. Pubblicato sotto l'autentico nome di Browning, in un'edizione finanziata da suo padre, il poema ebbe un piccolo successo commerciale e della critica ed attirò l'attenzione di Carlyle, Wordsworth ed altri letterati, che gli attribuirono la reputazione di insigne poeta dalle grandi promesse. In questo periodo, il giovane poeta, molto richiesto nei circoli letterari per la sua brillante intelligenza e gran senso di stile, si cimentò in due avventate imprese: una serie di drammi per il teatro, tutti tristemente privi di successo e dimenticati oggi, e Sordello, un poema molto lungo in pentametri rimati e genericamente basati sul poeta medievale Sordello da Goito, personaggio storico che brevemente appare nella Divina Commedia di Dante. Posto sullo sfondo del conflitto tra Guelfi e Ghibellini, Sordello fu già difficile da comprendere dal pubblico vittoriano, tanto che ad esso furono dedicate solo alcune annotazioni nelle cronache storiche. La sintassi di Browning, lo stile e la trama, generarono un personaggio già confuso ed effettivamente incomprensibile, ed il giovane poeta divenne oggetto di molte battute satiriche, come quella famosa affermazione di Mrs Carlyle di aver letto l'intera opera senza capire se Sordello fosse un uomo, una città od un libro. L'effetto sulla carriera di Browning fu catastrofico, la sua reputazione ne soffrì e con essa il successo commerciale dei suoi scritti, sino alla pubblicazione di The ring and the book, circa trent'anni più tardi.
Intorno al 1840 continuò a pubblicare drammi e brevi componimenti, sotto il titolo generale di Bells and Pomegranates (Campane e melagrane). Sebbene i suoi drammi, ad eccezione di Pippa Passes, per molti versi più un poema drammatico che una vera e propria tragedia, siano stati dimenticati, i volumi di poesia (Dramatic Lyrics pubblicato per la prima volta nel 1842, e Dramatic Romances and Lyrics del 1845) sono spesso considerati i migliori lavori del poeta, contenenti molte delle sue famose poesie come The Pied Piper of Hamelin (Il pifferaio magico di Hamelin), My Last Duchess (La mia ultima duchessa) ed il dittico di poemi Meeting at Night (Incontro alla sera) e Parting at Morning (Separazione al mattino). Sebbene essi siano ora molto ammirati, tali opere furono largamente ignorate all'epoca, soprattutto a causa della disastrosa accoglienza ricevuta dal poema Sordello

## Il matrimonio ed i più importanti monologhi
Robert Browning sposò Elizabeth Barrett nella chiesa di St Marylebone nel 1846 dopo un corteggiamento che durò due anni e diede luogo alla nascita di uno dei maggiormente celebrati epistolari nella storia letteraria. Dopo la loro fuga d'amore ed il matrimonio segreto, la coppia lasciò l'Inghilterra. I medici avevano raccomandato ad Elizabeth di vivere in Italia, poiché il clima mite avrebbe giovato alla sua malattia ai polmoni. Ciò coincise felicemente con il fatto che il costo della vita era di gran lunga inferiore in Italia che in Inghilterra e la coppia fu totalmente dipendente dal piccolo salario di Elizabeth, poiché Browning non guadagnava ancora molto dai suoi scritti. Essi si trasferirono a Pisa e successivamente a Firenze, dove nacque il loro figlio Robert Wiedemann Barrett Browning (1849-1912), chiamato in famiglia come "Pen". Vissero in un bell'appartamento conosciuto come Casa Guidi, in un palazzo storico dell'Oltrarno a Firenze, sebbene spesso viaggiassero in Inghilterra e Francia. A Roma una targa apposta dal Comune nel 1912 ne ricorda l'alloggio, con la moglie, in via Bocca di Leone 41.
Durante questo periodo Elizabeth pubblicò alcuni importanti lavori: il più notevole Casa Guidi Windows (Le finestre di casa Guidi), un lungo poema, ed Aurora Leigh, un romanzo in versi. Robert pubblicò un volume di poesia teologica - Christmas-Eve and Easter-Day (Vigilia di Natale e giorno di Pasqua) - e scrisse i due volumi che influenzarono la sua reputazione nel ventesimo secolo: Uomini e Donne (1855) e Dramatis Personae (1864). In queste raccolte, Browning incluse molti dei più fini esempi del monologo drammatico, una forma di poesia di cui Tennyson era stato il principale pioniere e che avrebbe avuto un'importante influenza sui poeti successivi, come Thomas Stearns Eliot e Ezra Pound. Tra i canonici esempi di questo genere letterario ci sono alcuni monologhi browniani di tale periodo: Andrea del Sarto, Fra Lippo Lippi, Bishop Blougram's Apology (Scusa del vescovo Blougram), A Death in the Desert (Morte nel deserto), Caliban upon Setebos (Un calibano riguardo Setebos) e Mr. Sludge, The Medium.
Sebbene il periodo del suo matrimonio non sia stato prolifico, se comparato alla giovinezza o alla vecchiaia di Browning, esso vide un leggero risollevamento della sua reputazione con la realizzazione di alcuni dei suoi lavori più stabili. Quando Elizabeth morì nel 1861, Browning ritornò a Londra con il figlio. Nell'arco di quattro anni, due edizioni selezionate dei suoi lavori precedenti e i diciotto nuovi poemi contenuti in Dramatis Personae gli recarono fama e riconoscimento da parte della critica. Per la prima volta nella sua vita, poté vivere grazie ai guadagni dei propri scritti ed assaporare lo status di celebrità nella società di Londra, senza più essere conosciuto principalmente come il marito di Elizabeth Barrett.

## Ultimi successi
Nel 1868 Browning completò e pubblicò il lungo poema a versi sciolti The Ring and the Book, che alla fine l'avrebbe reso una persona ricca, famosa e di successo e che gli valse l'incoronazione critica tra i grandi della poesia inglese. Basato su un intricato caso di omicidio nella Roma degli anni intorno al 1690, il poema consta di dodici volumi, che essenzialmente contengono dieci lunghi poemi drammatici narrati da vari personaggi che nella trama mostrano il proprio ruolo sugli eventi non appena essi accadono, correlato da un'introduzione ed una conclusione dello stesso Browning. Straordinariamente lungo anche per gli standard di Browning (circa ventimila versi), The Ring and the Book fu il più grande ed ambizioso progetto del poeta ed è considerato un tour de force della poesia drammatica. Pubblicato separatamente in quattro volumi dal novembre del 1868 al febbraio del 1869, il poema ricevette un grandissimo successo sia commerciale che nella critica, ed alla fine portò a Browning la fama che egli aveva cercato e di cui era degno da oltre trent'anni.

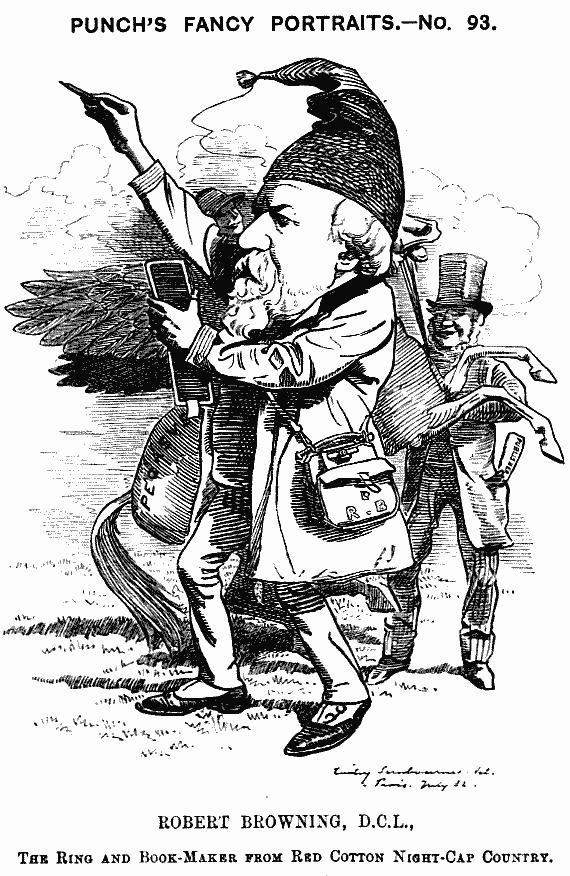
1882 Caricatura da Punch.

Sicuro della sua fama e della sua fortuna, Browning divenne nuovamente il prolifico scrittore che era stato all'inizio della sua carriera. Negli ultimi vent'anni della sua vita, oltre a viaggiare intensamente ed a frequentare di nuovo la società letteraria londinese, egli riuscì a pubblicare non meno di quindici nuovi volumi. Nessuno di questi ultimi lavori ottenne la popolarità di The Ring and the Book, ed essi non sono per la maggior parte oggi letti. Comunque, l'ultimo sforzo di Browning è stato oggetto di una rivalutazione negli ultimi anni e molto di esso rimane interessante per la sua qualità poetica ed introspezione psicologica. Dopo una serie di lunghi poemi pubblicati intorno al 1870, tra cui Fifine at the Fair e Red Cotton Night-Cap Country furono i più apprezzati, Browing tornò nuovamente a dedicarsi a poemi brevi. La raccolta Pacchiarotto, and How He Worked in Distemper includeva un vendicativo attacco contro le critiche a Browning, soprattutto rivolto ad Alfred Austin.
Secondo alcune notizie Browning ebbe un legame sentimentale con Lady Ashburton negli anni 1870, ma non si risposò. Nel 1878 egli ritornò in Italia per la prima volta dopo la morte di Elizabeth, e lì ritornò in alcune occasioni.
Nel 1871 fu fondata la Browning Society per la rivalutazione delle sue opere.
Ad Asolo visse nella Villa Scotti-Pasini.
Nel 1887 Browning produsse il più grande lavoro dei suoi ultimi anni, Parleying with Certain People of Importance in Their Day. Esso presentava alla fine lo stesso poeta che parlava, ingaggiando una serie di dialoghi con figure a lungo dimenticate della letteratura, dell'arte e della storia della filosofia. Una volta ancora, il pubblico vittoriano fu sconcertato da ciò, e Browning ritornò alla sua breve e concisa lirica nella sua ultima raccolta, Asolando (1889).

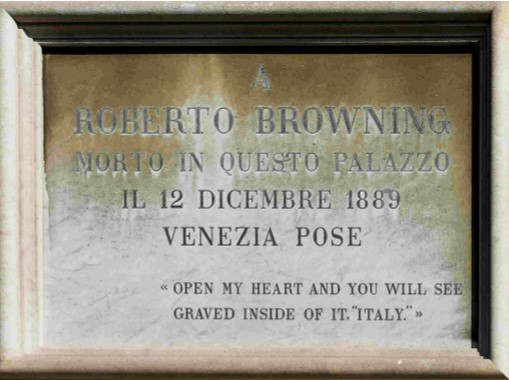
Lapide ricordo a Ca' Rezzonico

Egli morì nella casa del figlio di Ca' Rezzonico a Venezia il 12 dicembre 1889, lo stesso giorno in cui Asolando fu pubblicato, e fu seppellito nel Poets' Corner a Westminster Abbey; la sua tomba è oggi immediatamente adiacente a quella di Alfred Tennyson. A Venezia nel 1890 fu data pubblica audizione della sua voce, registrata da Thomas Edison nel 1889: Browning legge How They Brought the Good News from Ghent to Aix, scusandosi quando dimentica alcune parole. È la prima persona di cui si è potuto ascoltare la voce dopo la morte.

## Lo stile poetico di Browning
La fama di Browning oggi è basata soprattutto sui suoi monologhi drammatici, in cui le parole non descrivono solo scenari ed azioni ma rivelano anche il carattere di chi parla. Probabilmente il più sensazionale di questi monologhi è L'amante di Porfiria. I versi di apertura rivelano uno scenario sinistro per i macabri eventi che seguiranno. Appare evidente che colui che parla è pazzo, dal momento che egli strangola la sua amante con le proprie mani per cercare di preservare per sempre il momento di perfetto amore che lei gli aveva reso. Questi monologhi influenzarono profondamente molti poeti successivi, tra cui Ezra Pound e T. S. Eliot.
Ironicamente, lo stile di Browning, che appariva moderno e sperimentale ai lettori vittoriani, deve molto ai poemi del XVII secolo di John Donne con le loro brusche aperture, il fraseggio colloquiale ed il ritmo irregolare.

## Citazioni
Nella puntata 5 della stagione 4 di X Files, intitolata "vite precedenti" , Mulder recita i versi del Paracelsus "A volte è come un sogno".
Gli ultimi due versi della famosa Canzone di Pippa Passes, "God's in his Heaven / All's right with the world!" (Dio è nel suo Paradiso / tutto va bene sulla terra!) sono oggetto di parodia in Il mondo nuovo di Aldous Huxley con lo slogan ipnopedico: "Ford's in his flivver, all's right with the world!" (Ford è sul suo macinino, tutto va bene sulla terra!).
I versi sono inoltre utilizzati nella serie TV giapponesi anime Neon Genesis Evangelion, RahXephon e Black Lagoon e vengono recitati nella puntata 11 di Sorridi, piccola Anna (Konnichiwa Anne) dove la protagonista riceve in regalo come primo libro proprio una raccolta delle poesie di Browning. In un'altra serie TV anime, R.O.D. the T.V., l'ultima scritta riporta "The Paper's in her heaven" e "All's right in the world" ("Paper è nel suo paradiso" e "Tutto va bene nel mondo").
La canzone di John Lennon Grow old with me, ispirata dal poema di Robert Browning Rabbi Ben Ezra, appare sul suo album Milk and Honey.
In Paria dei cieli di Isaac Asimov il protagonista cita il verso "Invecchia con me! Il meglio deve ancora venire, l'ultima parte della vita, di cui la prima è solo il preludio" dallo stesso poema, all'inizio e alla fine del romanzo.
La serie de La torre nera di Stephen King è stata ispirata dal poema di Browing Childe Roland to the Dark Tower Came.
Nel cartone animato Sorridi, piccola Anna la protagonista è affezionata ad una raccolta di poesie di Browning.

## Lista completa delle opere
- Pauline: A Fragment of a Confession (1833)
- Paracelsus (1835)
- Strafford (play) (1837)
- Sordello (1840)
- Bells and Pomegranates No. I: Pippa Passes (play) (1841)
- Bells and Pomegranates No. II: King Victor and King Charles (play) (1842)
- Bells and Pomegranates No. III: Dramatic Lyrics (1842)
  - Porphyria's Lover
  - Soliloquy of the Spanish Cloister
  - My Last Duchess
  - The Pied Piper of Hamelin
- Bells and Pomegranates No. IV: The Return of the Druses (dramma) (1843)
- Bells and Pomegranates No. V: A Blot in the 'Scutcheon (dramma) (1843)
- Bells and Pomegranates No. VI: Colombe's Birthday (dramma) (1844)
- Bells and Pomegranates No. VII: Dramatic Romances and Lyrics (1845)
  - The Laboratory
  - How They Brought the Good News from Ghent to Aix
  - The Bishop Orders His Tomb at Saint Praxed's Church
- Bells and Pomegranates No. VIII: Luria  e  A Soul's Tragedy (drammi) (1846)
- Christmas-Eve and Easter-Day (1850)
- Men and Women (1855)
  - A Toccata of Galuppi's
  - Childe Roland to the Dark Tower Came
  - Fra Lippo Lippi
  - Andrea Del Sarto
  - A Grammarian's Funeral
  - An Epistle Containing the Strange Medical Experience of Karshish, the Arab Physician
- Dramatis Personae (1864)
  - Caliban upon Setebos
  - Rabbi Ben Ezra
- The Ring and the Book (1868-9)
- Balaustion's Adventure (1871)
- Prince Hohenstiel-Schwangau, Saviour of Society (1871)
- Fifine at the Fair (1872)
- Red Cotton Night-Cap Country|Red Cotton Night-Cap Country, or, Turf and Towers (1873)
- Aristophanes' Apology (1875)
- The Inn Album (1875)
- Pachiarotto, and How He Worked in Distemper (1876)
- The Agamemnon of Aeschylus (1877)
- La Saisiaz and The Two Poets of Croisic (1878)
- Dramatic Idyls (1879)
- Dramatic Idyls: Second Series (1880)
- Jocoseria (1883)
- Ferishtah's Fancies (1884)
- Parleyings with Certain People of Importance In Their Day (1887)
- Asolando (1889)

## Edizioni
- Liriche e monologhi drammatici, a cura di Angelo Righetti, Milano, A. Mondadori, 1982.
- Poems – Poesie, a cura di Angelo Righetti, Milano, Mursia, 1990, ISBN 88-425-0541-2.
- Accanto al camino e altre poesie, traduzione di Roberto Piumini, Novara, Interlinea edizioni, 2001, ISBN 88-8212-315-4.

### Epistolario
- Philip Kelley et al. (a cura di), The Brownings' correspondence, 26 voll., Winfield, Wedgestone Press, 1984-2019 (Tutte le lettere di Elizabeth Barrett Browning e Robert Browning fino al 1859).
- Elizabeth B. Barrett - Robert Browning, D'amore e di poesia. Lettere scelte 1845-1846, a cura di Ilaria Rizzato, Milano, Archinto, 2007, ISBN 978-88-7768-476-9.